# Diores poweri
Diores poweri är en spindelart som beskrevs av Tucker 1920. Diores poweri ingår i släktet Diores och familjen Zodariidae. Inga underarter finns listade i Catalogue of Life.